# Danila Khotulyov
Danila Dmitrievitch Khotulyov (en russe : Дани́ла Дми́триевич Хотулёв), né le 1er octobre 2002 à Orenbourg, est un footballeur russe qui évolue au poste de défenseur central au FK Orenbourg en prêt du Zénith Saint-Pétersbourg.

## Biographie

### Carrière en club
Khotulyov fait ses débuts professionnels en troisième division russe sous les couleurs du Zénith-2 Saint-Pétersbourg le 9 août 2020 face au FK Smolensk (match nul 1-1). Il joue son premier match en Premier-Liga avec le Zénith Saint-Pétersbourg le 13 mars 2021, lors d'une victoire 4-0 à domicile contre l'Akhmat Grozny, où il remplace Yaroslav Rakitskyi à la 83e minute.
Le 10 février 2022, Khotulyov rejoint le FK Orenbourg en prêt jusqu'à la fin de la saison 2022-2023.

## Statistiques
| Saison                | Club                       | Championnat           | Championnat | Championnat | Coupe(s) nationale(s) | Coupe(s) nationale(s) | Compétition(s) continentale(s) | Compétition(s) continentale(s) | Compétition(s) continentale(s) | Total | Total |
| Saison                | Club                       | Division              | M.          | B.          | M.                    | B.                    | Comp.                          | M.                             | B.                             | M.    | B.    |
| 2020-2021             | Zénith-2 Saint-Pétersbourg | D3                    | 13          | 0           | -                     | -                     | -                              | -                              | -                              | 13    | 0     |
| 2020-2021             | Zénith Saint-Pétersbourg   | D1                    | 4           | 0           | -                     | -                     | -                              | -                              | -                              | 4     | 0     |
| 2021-2022             | Zénith-2 Saint-Pétersbourg | D3                    | 7           | 0           | -                     | -                     | -                              | -                              | -                              | 7     | 0     |
| 2021-2022             | Zénith Saint-Pétersbourg   | D1                    | 1           | 0           | -                     | -                     | -                              | -                              | -                              | 1     | 0     |
| Total sur la carrière | Total sur la carrière      | Total sur la carrière | 25          | 0           | -                     | -                     | -                              | -                              | -                              | 25    | 0     |

## Palmarès
Zénith Saint-Pétersbourg
- Championnat de Russie (1) :
  - Champion : 2020-21.